# Inside the British Isles
Inside the British Isles ist ein im Jahr 1995 vom Bayerischen Rundfunk produzierter, englischer Fernseh-Sprachkurs für Fortgeschrittene, der in 13 halbstündigen Episoden den Alltag von Menschen aus Großbritannien und Irland darstellt. Dabei soll nicht nur die Sprache unterschiedlicher Landstriche vermittelt werden, sondern auch der Alltag und die Mentalität der dort lebenden Menschen dargestellt werden.

## Episoden
1. A Journalist in London
2. Teachers in Cambridge
3. A Publican in the New Forest
4. An Apprentice in Cornwall
5. A Tourist Executive in Jersey
6. A Student in Birmingham
7. A Senior Conductor in York
8. An Electronics Engineer in Silicon Glen
9. An Environment Official in the Highlands
10. A European Politician in Wales
11. A Playwright in Dublin
12. Mussel Farmers in Bantry
13. An Advertising Executive in London